# Bothrops asper
Bothrops asper – gatunek jadowitego węża z rodziny żmijowatych (Viperidae) i podrodziny grzechotników (Crotalinae). Jest najbardziej niebezpiecznym wężem Ameryki Środkowej.

## Systematyka
Takson ten po raz pierwszy zgodnie z zasadami nazewnictwa binominalnego opisał w 1883 roku amerykański zoolog Samuel Garman na łamach „Memoirs of the Museum of Comparative Zoology”. Autor nadał wężowi nazwę Trigonocephalus asper. Jako miejsce typowe podał Obispo, Darién w Panamie. Holotyp MCZ 2718 to okaz odłowiony przez dr. Maacka (sama głowa). Nie wyróżnia się podgatunków.

### Etymologia
- Bothrops: gr. βoθρος bothros „rów, wgłębienie”[6]; ωψ ōps, ωπος ōpos „oko”[7].
- asper – łac. asper „surowy, szorstki, ostry”.

## Morfologia
Jest to duży wąż o długości przekraczającej 200 cm, trójkątnej głowie, szyi znacznie cieńszej niż głowa. Podobnie jak wszystkie grzechotniki, ma jamki policzkowe, niewielkie zagłębienia znajdujące się pomiędzy okiem a nozdrzem, wyposażone w receptory podczerwieni, umożliwiające mu wyczuwanie ofiary i polowanie w całkowitej ciemności. Gatunek ten charakteryzuje się dużą zmiennością ubarwienia, grzbiet od jasnobrązowego, brązowego, oliwkowozielonego, szarego, szarobrązowego, różowawego do prawie czarnego, na nim od 14 do 28 jaśniejszych pasków w kształcie litery X. Brzuch i spód głowy są kremowe, białawoszare lub częściej żółte, ze zmienną ilością szarych lub czarnych plam, które są bardziej widoczne w tylnej części. Na brzuchu, na każdej łusce wzdłuż ciała występuje rząd naprzemiennych ciemnoszarych plam brzuszno-bocznych. Młode samce mają żółtą końcówkę ogona, natomiast młode samice są jednolicie brązowe. Osobniki B. asper są podobne do  B. punctatus i B. osbornei, które różnią się od omawianego gatunku innym wzorem grzbietowym: mają ciemnobrązowe trapezoidalne plamy lub cętki ułożone w taki sposób, że tworzą kwadraty.
Wymiary:
|                          | Samiec  | Samica  |
| Długość całkowita (mm)   | 2200    | 2501    |
| Łuski grzbietowe (rzędy) | 23–33   | 23–33   |
| Tarczki brzuszne         | 187–197 | 187–197 |
| Tarczki podogonowe       | 161–216 | 187–240 |

## Występowanie
Bothrops asper zamieszkuje niziny neotropikalne oraz okalające je obszary górskie do wysokości około 1640 m n.p.m. od Meksyku do północno-zachodniego Peru. W Ekwadorze występuje w prowincjach Bolívar, Carchi, Chimborazo, Esmeraldas, Guayas, Loja, Santo Domingo de los Tsáchilas, Cotopaxi, Cañar, El Oro, Pichincha, Los Ríos, Manabí, Azuay, Imbabura i Santa Elena.

## Ekologia i zachowanie
Bothrops asper jest wężem naziemnym, prowadzącym głównie nocny tryb życia. Zamieszkuje zarówno stare lasy pierwotne, jak i silnie zniszczone liściaste lasy nizinne i podgórskie, sawanny, plantacje (kakaowca, kawy, bananów i palmy afrykańskiej), pastwiska, ogrody wiejskie, a nawet osiedla ludzkie. Spotykany jest także na suchych obszarach, ale zdecydowanie mniej licznie. W ciągu dnia zazwyczaj pozostaje zwinięty w ściółce lasu (zwykle w pobliżu kłód, dużych drzew lub kęp gęstej roślinności) lub schroniony w norach, pod kłodami lub wśród korzeni. Spotykane są także na otwartej przestrzeni, wygrzewające się w świetle słonecznym. Żerowanie rozpoczyna około godziny przed zmierzchem, oddalając się nieznacznie (do około 10 m) od swojego miejsca ukrycia do miejsca żerowania. Żeruje na poziomie gruntu lub na roślinności do około 7 m nad poziomem gruntu. Dieta obejmuje przede wszystkim ssaki (69%, głównie gryzonie, ale także króliki, skunksy, oposy, a nawet nadrzewne jeżozwierze), płazy (głównie płazy bezogonowe, takie jak Leptodactylus labrosus, Leptodactylus rhodomerus, Lithobates vaillanti, Pristimantis achatinus, Rhinella horribilis i Smilisca phaeota), jaszczurki (m.in. z rodziny Anolidae oraz Ptychoglossus gorgonae i Amphisbaena alba), inne węże (w tym Dipsas andiana, a także swojego gatunku), ptaki, bezkręgowce (głównie stonogi, ale także chrząszcze, muchówki, pluskwiaki, mrówkowate i Astacoidea), ryby, a także padlinę.
Bothrops asper pada ofiarą innych węży (np. Clelia clelia, Clelia equatoriana i Drymarchon melanurus), ssaków (np. pekari, skunksów, ostronosów czy szopów), ptaków (np. sokoły, jastrzębie, kury domowe).
Bothrops asper jest gatunkiem bardzo silnie jadowitym. Dawka śmiertelna LD50 1,9–11,2 mg/kg. Stwierdzono, że jad młodych osobników jest bardziej toksyczny niż dorosłych. W przypadku ukąszenia przez Bothrops asper ludzi jad zwykle powoduje silny ból, obrzęk, siniaki, krwawienie, pęcherze, utratę czynników krzepnięcia krwi, nudności i wymioty, drętwienie, zaburzenia świadomości, gorączkę i martwicę.
Węże tego gatunku osiągają dojrzałość płciową, kiedy samce osiągną długość około 99 cm, a samice około 111,3 cm, czyli mniej więcej po trzecim roku życia. Sezon rozrodczy na ogół pokrywa się z trwaniem pory deszczowej. Okres ciąży trwa od 6 do 8 miesięcy. Inkubacja jaj odbywa się w ciele samicy, która „rodzi” już wyklute młode, o długości wahającej się od 21,5 do 37,1 cm. W jednym miocie, który odbywa się raz w roku, liczba osobników waha się od 2 do 102.

## Status zagrożenia
W Czerwonej księdze gatunków zagrożonych IUCN Bothrops asper jest klasyfikowany jako gatunek najmniejszej troski (LC, ang. Least Concern). Liczebność populacji nie jest znana, choć jej trend oceniany jest jako stabilny. Gatunek jest opisywany jako pospolity.